# Ficken
Das Verb ficken wird heute unter anderem als vulgärer Ausdruck für die Ausübung des Geschlechtsverkehrs gebraucht. Es hatte ursprünglich eine weitergehende Bedeutung und wird gelegentlich noch in anderen Zusammenhängen verwendet.

## Etymologie
Belege für ficken in der Bedeutung „koitieren“ setzen erst im 16. Jahrhundert ein. Für den Vergleich kommen zunächst eine Reihe von Verben ficken, facken, fucken, fickfacken mit der Bedeutung „schnell hin- und herbewegen“, „reiben“, „jucken“ in Frage. Das englische fuck mit u-Vokal ist in der Bedeutung „koitieren“ seit dem 15. Jahrhundert belegt. Der Wandel zu i wäre über eine Entrundung eines umgelauteten ü in fücken lautgesetzlich erklärbar. Auch im Altitalienischen des 16. Jahrhunderts ist ficar bereits in der Bedeutung „koitieren“ belegt.
Die Intensiv-Gemination durch -ck- lässt außerdem vermuten, dass es noch einen einfachen, nichtgeminierten Stamm *fug hierzu gab, an den zum Beispiel vögeln anschließbar wäre. Indogermanisch ginge dem ein Stamm *peuk-/peug- „stechen“ voraus (vgl. lateinisch pungere). Ebenso anschließbar wäre lat. figere „anheften, annageln, kreuzigen, durchbohren“ bzw. dessen gr. Pendant θιγγάω thingáō „berühren, umarmen, eheliche Gemeinschaft haben“ aus dem idg. Stamm *pei̯k̑- „scharf, spitz“.
Die Bedeutung „stechen“ zeigt sich auch in der Schmiedekunst; nach dem Herstellen eines Schwertes, das zunächst vollkommen durch Schlacke, Zunderreste und Asche verschmutzt war, wurde ein mit schleifendem Material (wie Schmirgelpulver) gefüllter Sandsack an der Decke hochgezogen und das Schwert hineingestoßen. Aus dieser Hin-und-her-Bewegung des Schwertes, also „ein Schwert fegen/ficken/feilen“, entstand die Berufsbezeichnung und infolgedessen der Nachname Schwertfeger. (Das Wort feilen geht zurück auf germ. **finh-lō, d. h. idg. *pi-n-k̑- (vgl. ai. piṃśáti „aushauen, schmücken“), einer präsentischen -n-Infigierung zu pei̯k̑- „spitz“, s. o.)
Auf eine Hin- und Herbewegung beziehen sich auch der Begriff Fickmühle (Zwickmühle) und der im pfälzischen Raum vorkommende Familienname Fickeisen (eigentlich für Bügeleisen).
Ebenso anzuschließen ist möglicherweise das in Dialekten und Familiennamen noch verbreitete Wort Ficke für „(Jacken/Hosen-)Tasche“ (vgl. auch niederdeutsch Fick, „Tasche“, niederpreuß. Fupp(e), bzw. frz. poche, engl. pocket). Fickenspieler wird in manchen Gegenden als Bezeichnung für einen Taschendieb gebraucht.
Vergleiche zum Bedeutungsfeld „Tasche“ auch das altgriechische Wort θήκη thḗkē „Behälter, Aufbewahrungsort, Kasten, Kiste“, dessen Bedeutung sich im neutestamentlichen Griechischen zunächst zu „Schwertscheide“ und im spätantiken Griechischen schließlich zu „Tasche“ wandelt. (Der Lautwandel von griechischem Theta nach f ist auch in anderen Sprachen belegt, z. B. Theodor, russisch Fjodor.)
Eine andere semantische Weiterentwicklung ist die Bedeutungsverschiebung hin zu „necken, aufziehen“ in der Lautgestalt foppen (wohl aus der Gaunersprache), fuchsen, vielleicht auch poppen. (Vgl. hierzu auch die umgekehrte Entwicklung beim niederländischen neuken „ficken“, das an das deutsche necken anzuschließen ist, vgl.a. französisch niquer „bescheißen, ficken“.) Eine ähnliche semantische Entwicklung findet sich auch in einigen romanischen Sprachen, z. B. altitalienisch follare „lieben, begehren“ und span. follar „ficken“ aus einem Verb, das ursprünglich „für dumm verkaufen“ bedeutet.
Eine weitere Bedeutung von ficken ist „mit Ruten schlagen“. Noch 1906 existierte in einigen deutschen Wörterbüchern der Beispielsatz ein Kind ficken in der asexuellen Bedeutung „ein Kind schlagen, mit Ruten züchtigen“.

## Vorkommen
Wie zahlreiche Metaphern für den Geschlechtsverkehr wird ficken heute als zwar vulgäres, aber nicht unbedingt negativ besetztes Wort im persönlichen Umgang verwendet.
Darüber hinaus wird das Wort auch verwendet, wenn eine besondere Intensität betont werden soll:
- „von jemandem gefickt werden“ kann bedeuten:
  - „von jemandem betrogen werden“
  - „von jemandem einen bösen Streich gespielt bekommen oder übers Ohr gehauen zu werden“ (‚verarscht‘ werden)
  - „von jemandem erwischt werden“
  - „von jemandem verprügelt werden“
  - „von jemandem bestraft werden“
  - „von jemandem besiegt werden“ („Ich habe dich gefickt“ – „Ich habe dich besiegt“)
  - Im Militär: „von einem Ausbilder durch besonders anstrengende körperliche Betätigung geschunden werden“
- und entsprechende Bedeutungen für die aktive Version „jemanden ficken“ oder „gefickt werden“.
- Der Ausruf „Fick dich [doch] ins Knie!“ bedeutet sinngemäß: „Mach doch, was du willst“ oder auch „Mach’s dir doch selbst“ (vgl. Masturbation).

Der Gebrauch bzw. die Akzeptanz sowie andererseits die Tabuisierung des Wortes sind sehr unterschiedlich und hängen von der Kultur bzw. Subkultur und der zeitlichen und geographischen Einordnung ab. So schrieb 2014 eine deutsche Jura-Studentin unter ihre Klausur-Aufgabe:

„Ich möchte mich hiermit bei Ihnen [dafür] bedanken, dass Sie mich so sehr in den Arsch gefickt haben.“

 Womit sie wohl ihren Unmut über die ihrer Meinung nach unfaire Aufgabenstellung zum Ausdruck bringen wollte. Der an der Prüfung mitwirkende Professor Detlev W. Belling interpretierte dies als Beleidigung und erstattete Strafanzeige. Belling zog die Anzeige zurück, nachdem sich die Studentin entschuldigt hatte.
Das Adjektiv fickrich oder fickerich wird im Rheinischen für „nervös“, „aufgeregt“ verwendet.
Die Verwendung der englischen Übersetzung fuck ist im anglo-amerikanischen Sprachraum in der Umgangssprache deutlich weiter verbreitet als ficken im deutschen Sprachraum; andererseits wird das Wort dort in Medien stark tabuisiert. Die Verwendung von fuck als Fluchwort kann man im Deutschen am ehesten mit der Verwendung des Fluches „Scheiße“ vergleichen. Es kann auch „verdammt“ oder „verflucht“ bedeuten: „What the Fuck!“ – „Was zum Teufel!“ oder „I don’t give a fuck!“ – „Das ist mir scheißegal!“. Damit hat es andere Bedeutungen als „ficken“.
Ähnlich dazu wird der im Englischen als Adjektiv verwendete Begriff fucking in zunehmendem Maße in der übersetzten Form verfickt in der deutschen Umgangssprache gebraucht: „Get out of my fucking car!“ – „Steig aus meinem verfickten Auto!“

## Weiteres Vorkommen
Ferner ist Ficken einer von vielen Namen für das Kartenspiel Stiche-Raten.
Der Likör Ficken wirbt mit dem gewollt provozierend gewählten Namen. Nach Entscheidung des deutschen Bundespatentgerichtes vom 3. August 2011 hat der Schnapshersteller EFAG Trade Mark Company Ficken als Wortmarke angemeldet.